# Veine thoracique latérale
La veine thoracique latérale est une veine située dans le creux axillaire.

## Trajet
La veine thoracique latérale est située contre la paroi interne du creux axillaire. Elle est satellite de l'artère thoracique latérale.
Elle reçoit les veines perforantes latérales intercostales et se jette dans la veine axillaire.
Elle draine le muscle dentelé antérieur et le muscle grand pectoral.